# Impatiens lonchocarpa
Impatiens lonchocarpa är en balsaminväxtart som beskrevs av Hook. f.ex E. G. Baker. Impatiens lonchocarpa ingår i släktet balsaminer, och familjen balsaminväxter. Inga underarter finns listade i Catalogue of Life.